# 빌 제임스 (1892년)
윌리엄 로런스 "시애틀 빌" 제임스(William Lawrence "Seattle Bill" James, 1892년 3월 12일 ~ 1971년 3월 10일)는 미국의 전 프로 야구 선수이다. 1910년대에 메이저 리그 베이스볼 (MLB)에서 투수로 활약하였으며, 우투우타였다. 4시즌 동안 보스턴 브레이브스에서 뛰었다. 통산 84경기에 출전해 541⅔이닝 동안 37승 21패, 44완투, 5완봉, 2.28의 평균자책점을 기록하였다.